# 코리아크레딧뷰로
코리아크레딧뷰로(KCB, Korea Credit Bureau) 주식회사는 서울특별시 영등포구에 본사를 둔 대한민국의 개인신용평가 전문회사(Credit Bureau)이다. 
2005년 2월 22일, 신용정보의 이용 및 보호에 관한 법률에서 정하는 신용조회 및 신용조사업무, 기타 위와 관련된 부수 업무를 목적으로 하여 설립되었다. 자본금은 500억원이며 은행, 카드, 보험사 등 19개 법인이 주주로 참여하고 있다. 
2004년 4월, 5개 금융회사(국민은행, 삼성카드, 서울보증보험, 우리금융지주, LG카드)가 CB 설립에 대한 MOU를 체결한 데 이어, 8월에 농협, 하나은행, 신한금융지주가 추가로 참여하였고, 2005년 2월 한국개인신용 주식회사를 설립하였다. 2008년 2월, 김용덕 대표이사가 연임하였고, 2008년 5월에 현재의 회사명인 코리아크레딧뷰로 주식회사로 변경하였다. 현재 주주사는 앞서 언급한 8개사 외에, 광주은행, 삼성생명, 외환은행, 경남은행, 교보생명, 대한생명, 삼성화재, 비자카드, 현대카드, 현대캐피탈 등의 국내 주요 금융회사이다.
KCB는 은행, 신용카드사, 보험사 등 금융회사나 공공기관으로부터 개인신용정보를 수집해 가공한 후 이를 다시 금융회사에 제공하고 있다. KCB는 금융회사들의 리스크 관리 인프라 역할을 수행하는 대한민국 내 최대의 데이터 풀(Data Pool)을 확보하고 있다는 평가를 받고 있다. 경제활동 연령대인 20~59세 인구만 따로 분석했을 때엔 98% 수준에 육박한다.
당사 직원이 카드사 개인정보 유출사태를 일으키기도 했다.